# Białka (dopływ Kurówki)
Białka (Bielkowa) – rzeka będąca prawym dopływem Kurówki, przepływająca przez powiat lubartowski oraz powiat puławski oraz licząca 18 kilometrów. Białka wraz z jej dopływem – Syroczanką ma łączną powierzchnię zlewni 148,5 km².